# Renn Hampden
Renn Dickson Hampden (29 mars 1793 - 23 avril 1868) est un pasteur anglican anglais. Ses tendances libérales conduisent à des conflits avec le clergé traditionaliste en général et les partisans du Mouvement d'Oxford pendant les années où il enseigne à Oxford (1829–1846) qui coïncide avec une période de changements sociaux rapides et de tensions politiques accrues. Son soutien à la campagne pour l'admission des non-anglicans aux universités d'Oxford et de Cambridge est impopulaire à l'époque (1834) et conduit à de sérieuses protestations lorsqu'il est nommé professeur regius de Théologie deux ans plus tard. Son élection comme évêque de Hereford est une cause célèbre dans les controverses religieuses victoriennes car elle soulève des questions sur la prérogative royale dans la nomination des évêques et le rôle du premier ministre. Il administre le diocèse avec tolérance et charité sans être impliqué dans aucune autre polémique pendant près de vingt ans.

## Jeunesse, éducation et ministères paroissiaux
Il est né à La Barbade, où son père est colonel de milice, le Vendredi saint en 1793 et fait ses études à Oriel College, Oxford.
Il obtient son baccalauréat en 1813 avec les honneurs de première classe en lettres classiques et en mathématiques et l'année suivante, il obtient le prix du chancelier pour un essai en latin. Peu de temps après, il est élu fellow de l'Oriel College. L'élection à ces postes se fait par un examen spécial destiné à sélectionner les meilleures intelligences possibles et Hampden devient membre du groupe connu sous le nom de " Noetics " qui sont des whigs en politique et critiquent librement l'orthodoxie religieuse traditionnelle. Il est réputé l'un des plus doux mais des plus savants d'entre eux. John Keble et Thomas Arnold sont également fellow pendant cette période. Il quitte l'université en 1816 et occupe successivement plusieurs cures. En 1827, il publie des Essais sur les preuves philosophiques du christianisme, suivis d'un volume de sermons paroissiaux illustrant l'importance de la révélation de Dieu en Jésus-Christ (1828).

## Enseignement et conflit à Oxford (1829-1846)
En 1829, Hampden retourne à Oxford et en mai 1830 devient l'un des tuteurs d'Oriel où un désaccord sur les devoirs des tuteurs conduit John Henry Newman, Hurrell Froude et Robert Wilberforce à être relevés de leurs fonctions. Hampden est choisi pour donner les prestigieuses Conférences de Bampton pour 1832 dans lesquelles il tente de démêler la vérité originale du christianisme des ajouts et superstitions ultérieures, en particulier la philosophie scolastique. Sa pensée est obscure et ambiguë. Les conférences sont ennuyeuses et alors que, à l'époque, certaines personnes pensent qu'il s'est engagé dans une vision hérétique de la Trinité apparentée au socinianisme et au sabellianisme un questionnement sérieux ne commence qu'après la publication de ses Observations sur la dissidence religieuse en 1834, avec une indignation de grande envergure en 1836 après sa nomination à la chaire Regius de théologie. En 1833 il quitte Oriel pour devenir le Principal de St Mary Hall et en 1834 il est nommé Professeur de Philosophie Morale de préférence à Newman. Il est également reconnu par tous que Hampden est un homme vertueux qui a beaucoup fait pour les membres de premier cycle de St Mary Hall.

### Contexte plus large des conflits
Les années 1815-1914 sont une période de changements sociaux et politiques radicaux dans lesquels la religion joue un rôle important. Politiquement, l'Église d'Angleterre est majoritairement conservatrice et opposée à la réforme politique. Au début de cette période, de nombreux anglicans assimilent le bien-être religieux du pays à celui de leur propre église tandis que les dissidents protestants et catholiques souffrent d'une législation religieuse discriminatoire. Le parti Whig et son programme réformateur s'appuient fortement sur le soutien des dissidents protestants qui considèrent le curé comme "le sergent recruteur noir contre nous". Les tensions sont très élevées, en particulier entre 1825 et 1850. Malgré le récent soulagement partiel accordé par l'abrogation des Test et Corporation Acts et de la Roman Catholic Relief Act 1829, les non-anglicans souffrent toujours de graves discriminations. Les tensions ont été bien aggravées par l'action de 21 des évêques en votant contre la réforme du Parlement en 1831 alors que seulement 3 ont voté en sa faveur. S'ils avaient tous voté pour, le projet de loi aurait été adopté.
Les universités d'Oxford et de Cambridge jouent un rôle central dans l'Église d'Angleterre. Ce sont des institutions entièrement anglicanes. À Oxford, les étudiants devaient souscrire aux trente-neuf articles de l'Église d'Angleterre dans le cadre du processus d'admission; tandis qu'à Cambridge, personne ne pouvait obtenir son diplôme sans le faire. Ils sont les principales pépinières du clergé anglican et extrêmement influents dans le pays en général.
De nombreux dissidents font campagne pour la dissolution de l'Église d'Angleterre et la décision du gouvernement de fusionner dix diocèses de l'Église d'Irlande avec leurs voisins est considérée comme une menace sérieuse pour l'Église d'Angleterre lorsqu'elle est mise en œuvre par la loi sur les Temporalités de l'Église d'Irlande de 1833. C'est la cause directe du célèbre sermon d'assises de John Keble sur "l'apostasie nationale" à Oxford l'année suivante et cela à son tour conduit au mouvement tractarien. D'ici à 1834 les tensions entre les dissidents et les hommes d'église ont atteint des niveaux sans précédent, probablement parce que les dissidents sentent que l'Église d'Angleterre s'accrocherait à ses privilèges restants.

### Observations sur la dissidence religieuse
À l'été 1834, un projet de loi visant à abolir la souscription aux 39 articles de l'Église d'Angleterre lors de l'admission dans une université ou de l'obtention d'un diplôme est rejeté par la Chambre des lords. Hampden entre dans l'arène publique en août en publiant Observations on Religious Dissent en faveur de l'admission de non-anglicans à l'Université d'Oxford sur la base d'une simple déclaration de foi. Malgré cela, pressés par le duc de Wellington (récemment élu chancelier), les chefs des collèges d'Oxford reconnaissent le 10 novembre que le sentiment public est opposé à l'adhésion des écoliers aux articles à l'inscription et, par un seul vote, conviennent d'abolir la pratique. Hampden produit alors une seconde édition du pamphlet et en envoie une copie à John Henry Newman qui, tout en reconnaissant son « ton de piété », regrette que les arguments de l'ouvrage tendent « dans l'ensemble à faire naufrage de la foi chrétienne ». Le débat via les travaux publiés et l'acrimonie personnelle entre les deux universitaires se poursuit pendant deux ans.
La décision des chefs de collèges est annulée mais relancée en mars de l'année suivante lorsqu'une motion à cet effet est catégoriquement rejetée par 459 voix contre 57 où tous les maîtres ès arts, qu'ils soient résidents ou non, ont le droit de vote et tous les types des MA traditionalistes se sont combinées pour obtenir ce résultat. Quelques mois plus tard, Lord Radnor présente un projet de loi parlementaire dans le même but et Hampden est le seul résident à s'exprimer ouvertement en sa faveur. Il devient la cible principale d'un livre sur la question des abonnements édité par Newman qui accuse Hampden d'en être un socinien.

### Professeur Regius
En 1836, le professeur Regius de théologie meurt subitement et le premier ministre whig, Lord Melbourne, offre le poste à Hampden. (Le seul autre membre du clergé d'Oxford qui, aux yeux des whigs, méritait d'être promu est Thomas Arnold de Rugby, mais il est déjà considéré comme un hérétique dans les cercles conservateurs de l'église). La nouvelle filtre avant que la nomination ne soit confirmée et une opposition s'organise rapidement dans l'espoir de l'empêcher, venant de trois groupes différents. Quelques hauts ecclésiastiques et évangéliques croient sincèrement qu'il a des opinions hérétiques et qu'il est donc inapte à former de futurs ecclésiastiques; un grand nombre de diplômés d'Oxford n'apprécient pas la faveur accordée à l'auteur d'Observations on Religious Dissent ; et un grand nombre de partisans conservateurs dans tout le pays saisissent l'occasion de harceler un gouvernement whig. En dépit de toutes les objections, Melbourne force la nomination et Hampden devient le Professeur Regius de Théologie. Melbourne déclare à la Chambre des lords, lorsque la nomination est débattue, avec une franchise brutale, que peu d'entre eux, voire aucun, n'ont les connaissances d'expert pour avoir une opinion éclairée sur la question.
Après l'apaisement de la controverse, il publie un livre sur cet épisode, et un volume sur The Thirty-nine Articles of the Church of England.

## Évêque de Hereford
La nomination de Hampden par Lord John Russell au siège vacant de Hereford en décembre 1847 est à nouveau le signal d'une opposition organisée; et sa consécration en mars 1848 a lieu malgré les remontrances de nombreux évêques et la résistance de John Merewether, doyen de Hereford, qui vote contre l'élection.
En tant qu'évêque de Hereford, Hampden ne fait aucun changement dans ses habitudes de longue date d'isolement studieux, et bien qu'il n'ait montré aucune activité ou zèle ecclésiastique particulier, le diocèse a certainement prospéré sous sa charge. Parmi les plus importants de ses écrits ultérieurs figurent les articles sur Aristote, Platon et Socrate, publiés à la huitième édition de l'Encyclopædia Britannica, puis réimprimés avec des ajouts sous le titre des Pères de la philosophie grecque (Édimbourg, 1862). En 1866, il a une crise paralytique et meurt à Londres le 23 avril 1868.
Sa fille, Henrietta Hampden, publie Some Memorials of RD Hampden en 1871.